# Franciszek Skibiński

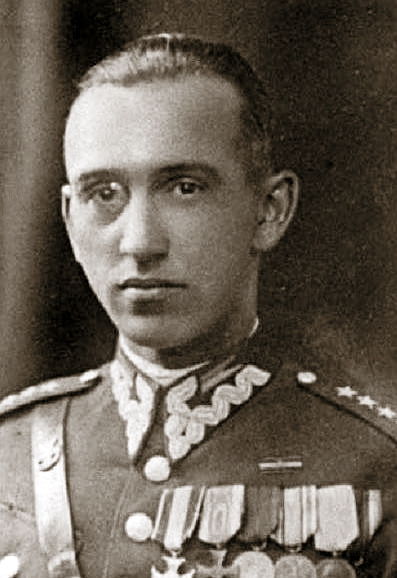
Franciszek Skibiński w stopniu rotmistrza

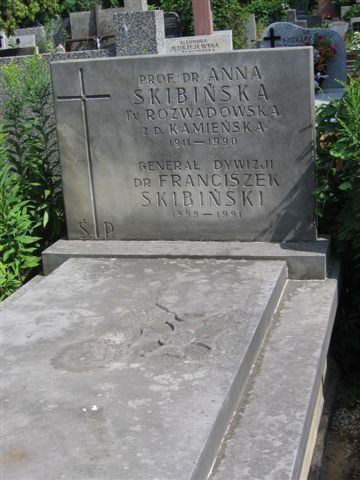
Nagrobek Franciszka Skibińskiego na Cmentarzu Wojskowym na Powązkach w Warszawie

Franciszek Maria Maksymilian Skibiński (ur. 15 sierpnia 1899 w Monachium, zm. 16 maja 1991 w Warszawie) – generał dywizji Wojska Polskiego, teoretyk i badacz sztuki wojennej, doktor nauk wojskowych.

## Życiorys
Syn Władysława i Zofii z domu Królikowskiej (1870–1942). Jego młodszą siostrą była Maria Skibniewska. Uczył się początkowo w Gimnazjum im. Mikołaja Reja w Warszawie (klasy I–VI, 1909–1915), później (klasy VII i VIII, 1915–1917) w polskim gimnazjum w Kijowie, gdzie zdał maturę. W latach 1912–1914 należał do tajnego skautingu polskiego.
We wrześniu 1917 wstąpił jako ochotnik do Wojska Polskiego, gdzie do maja 1918 był wolontariuszem w 1 pułku ułanów. Po rozbrojeniu pułku wstąpił do POW na Ukrainie. W listopadzie 1918 przybył do Warszawy, gdzie brał udział w rozbrajaniu Niemców. W styczniu 1919 został ranny podczas walk w obronie Przemyśla i Lwowa.
Od 1 maja 1919 był uczniem kursu jazdy w Szkole Podoficerów Jazdy w Starej Wsi, a od 15 sierpnia tego roku kontynuował naukę w 19. klasie „Jazdy” Szkoły Podchorążych w Warszawie. 1 października 1919 został mianowany podchorążym i wcielony do 14 pułku ułanów jazłowieckich, w którym podczas wojny 1920 dowodził plutonem w 1. szwadronie. 1 stycznia 1920 został mianowany podporucznikiem w kawalerii.
3 maja 1922 został zweryfikowany w stopniu porucznika ze starszeństwem od 1 czerwca 1919 i 353. lokatą w korpusie oficerów jazdy. 17 czerwca tego roku został przydzielony do VI Brygady Jazdy na stanowisko adiutanta sztabowego. 15 sierpnia 1923 ze stanowiska oficera ordynansowego dowódcy VI Brygady Jazdy przydzielony został do macierzystego 14 puł. 16 listopada objął dowództwo 2. szwadronu, a 15 grudnia 1923 dowództwo 4. szwadronu. 5 lipca 1924 ukończył III pięciomiesięczny kurs w Centralnej Szkole Strzelniczej w Toruniu. 15 kwietnia 1925 Oficerski Sąd Honorowy 14 puł. udzielił mu nagany za „naruszenie honoru oficerskiego poprzez zakłócenie spokoju publicznego, przez obelżywe odezwanie się do pełniącego służbę funkcjonariusza Policji Państwowej”. Od 2 listopada 1925 do 15 czerwca 1926 był słuchaczem kursu dowódców szwadronów w Obozie Szkolnym Kawalerii w Grudziądzu. Z dniem 15 sierpnia 1926 został przeniesiony do kadry oficerów kawalerii i przydzielony do Oficerskiej Szkoły Kawalerii w Grudziądzu na stanowisko instruktora wyszkolenia wojskowego. 12 kwietnia 1927 prezydent RP nadał mu stopień rotmistrza z dniem 1 stycznia 1927 i 56. lokatą w korpusie oficerów kawalerii. W tym samym roku dowódca Okręgu Korpusu Nr VIII ukarał go 21 dniami obostrzonego aresztu domowego za strzelanie z rewolweru na ulicy Grudziądza w stanie nietrzeźwym. 29 września 1931 przybył do 3 pułku strzelców konnych w Wołkowysku i został wyznaczony na stanowisko dowódcy 2. szwadronu. Od 9 stycznia do 20 marca 1933 był uczniem kursu przygotowawczego w Centrum Wyszkolenia Piechoty w Rembertowie. 2 kwietnia został zwolniony ze stanowiska dowódcy szwadronu i skierowany na egzamin sprawdzający do Wyższej Szkoły Wojennej. 8 kwietnia, po powrocie z egzaminu, został przydzielony do 2. szwadronu na stanowisko młodszego oficera. Od 16 lipca do 15 września 1933 odbył praktykę w 20 pułku artylerii lekkiej w Prużanie, kompanii telegraficznej 20 Dywizji Piechoty i 79 pułku piechoty w Słonimie. Od jesieni 1933 do 1935 w Wyższej Szkole Wojennej. Zarządzeniem kierownika Ministerstwa Spraw Wojskowych z 20 września 1935 otrzymał dyplom i tytuł naukowy oficera dyplomowanego. 22 listopada 1935 komendant WSWoj., gen. bryg. Tadeusz Kutrzeba wystawił mu ocenę ostateczną po zakończeniu kursu: „Bardzo dobry. Posiada pierwszorzędne zalety na kawaleryjskiego dowódcę. W pracy sztabowej nadaje się specjalnie do działu operacyjnego. Może być zaraz szefem sztabu brygady kawalerii. Mimo bardzo dobrej prezencji, nie nadaje się do funkcji wymagających reprezentacji”.
22 października 1935 został przeniesiony do 10 Brygady Kawalerii w Rzeszowie na stanowisko szefa sztabu. W tym czasie otrzymał zezwolenie na noszenie barw 14 pułku ułanów. Mianowany majorem dyplomowanym w 1936. Jesienią 1938 uczestniczył wraz z brygadą w zajęciu Zaolzia. Walczył w kampanii wrześniowej. Po agresji ZSRR na Polskę 19 września 1939, razem z całą brygadą przekroczył granicę z Węgrami, a już 26 września przybył do obozu Coëtquidan w Bretanii (Francja). W dniach 10–18 czerwca 1940 uczestniczył w kampanii francuskiej. Następnie przez Hiszpanię, Portugalię i Gibraltar 3 września 1940 dotarł do Liverpoolu. Brał udział w organizacji 1 Dywizji Pancernej Polskich Sił Zbrojnych pod dowództwem gen. Stanisława Maczka. Kolejno szef sztabu 10 Brygady Kawalerii Pancernej, dowódca 10 pułku strzelców konnych i dowódca 3 Brygady Strzelców w składzie dywizji. Od sierpnia 1944 do maja 1945 wraz z dywizją uczestniczył w kampanii w zachodniej Europie. Brał udział w wyzwoleniu Bredy. Wojnę zakończył w stopniu pułkownika.
Od 21 sierpnia 1945 do 1947 zastępca dowódcy 2 Warszawskiej Dywizji Pancernej w składzie 2 Korpusu Polskich Sił Zbrojnych. W lipcu 1947 powrócił do Polski, został wykładowcą w Akademii Sztabu Generalnego. W kwietniu 1951 aresztowany przez organa Informacji Wojskowej. Zarzucono mu udział w organizacji konspiracyjnej w wojsku, w ramach której znalazł się w Akademii Sztabu Generalnego. Zdaniem śledczych miał go zwerbować Stanisław Tatar. Po aresztowaniu grupy generałów (S. Tatara, Franciszka Hermana, Jerzego Kirchmayera i Stefana Mossora) miał wejść do tzw. nowego kierownictwa konspiracji wojskowej jako zastępca gen. Heliodora Cepy. Był sądzony razem ze Stefanem Biernackim, Adamem Jaworskim, Apoloniuszem Zawilskim i Kornelem Dobrowolskim, a 28 kwietnia 1952 skazany wyrokiem Najwyższego Sądu Wojskowego na karę śmierci za zdradę ojczyzny (przewodniczącym składu sędziowskiego był Wilhelm Świątkowski, w jego składzie byli także Feliks Aspis i Teofil Karczmarz, oskarżał Stanisław Zarakowski). 19 listopada 1952 Bolesław Bierut nie skorzystał z prawa łaski, ale wstrzymał wykonanie kary śmierci, co było związane z wykorzystaniem Skibińskiego, jako świadka w innych procesach dotyczących „spisku w wojsku”. 21 stycznia 1954 wykonanie wyroku zasugerował Antoni Skulbaszewski, czemu sprzeciwił się Stanisław Zarakowski. 25 stycznia 1954 przewodniczący Rady Państwa, Aleksander Zawadzki skorzystał z prawa łaski. Osadzony w Zakładzie Karnym we Wronkach Skibiński podjął głodówkę protestując przeciwko niesprawiedliwemu wyrokowi. 4 kwietnia 1956 Najwyższy Sąd Wojskowy wznowił postępowanie w jego sprawie, a po dwóch dniach Naczelna Prokuratura Wojskowa umorzyła je z powodu braku dowodów winy.
W 1963 obronił doktorat za pracę pt. „Bitwa w Normandii we wrześniu 1944 roku”. W latach 1957–1964 był szefem Biura Studiów MON. W sierpniu 1964 przeszedł w stan spoczynku.
Na emeryturze był wielokrotnie powoływany w skład komitetów honorowych i władz organizacji społecznych. Od 1971 był członkiem Obywatelskiego Komitetu Odbudowy Zamku Królewskiego w Warszawie oraz przewodniczącym działającej przy Komitecie Komisji Polonijnej, której celem było utrzymywanie ścisłej więzi z wszystkimi środowiskami Polonii zagranicznej, interesującymi się dziełem odbudowy Zamku. Prezes Komitetu Budowy Pomnika Tysiąclecia Jazdy Polskiej. Prezes Towarzystwa Przyjaźni Polsko-Belgijskiej. Wieloletni członek Komitetu Redakcyjnego kwartalnika Wojskowy Przegląd Historyczny. Wieloletni wiceprezes Rady Naczelnej ZBoWiD 1958–1990. W latach 1981–1983 członek prezydium Ogólnopolskiego Komitetu Frontu Jedności Narodu. Członek Rady Krajowej PRON w 1983. 10 października 1983 został wyróżniony wpisem do Honorowej Księgi Czynów Żołnierskich. W 1987 wszedł w skład polskiej sekcji ruchu „Emerytowani Generałowie na rzecz Pokoju i Rozbrojenia”. Od 1988 był członkiem Rady Ochrony Pamięci Walk i Męczeństwa. 11 listopada 1988 wszedł w skład Honorowego Komitetu Obchodów 70. rocznicy Odzyskania Niepodległości przez Polskę, którego przewodnictwo objął I sekretarz KC PZPR gen. armii Wojciech Jaruzelski. W lutym 1989 wszedł w skład działającej przy Radzie Ochrony Pamięci Walk i Męczeństwa Komisji do spraw Upamiętnienia Ofiar Represji Okresu Stalinowskiego.
Pochowany na Cmentarzu Wojskowym na Powązkach w Warszawie (kwatera A38-4-5). W pogrzebie uczestniczył m.in. b. prezydent RP gen. armii Wojciech Jaruzelski.

### Przebieg służby wojskowej
- wolontariusz w 2 szwadronie 1 pułku ułanów polskich I Korpusu Polskiego w Rosji od 10 września 1917–1918,
- członek Polskiej Organizacji Wojskowej na Ukrainie po rozwiązaniu I KP 1918,
- młodszy podoficer (kapral) 1 pułku Ułanów Krechowieckich od listopada 1918 do 13 stycznia 1919, kiedy zostaje ranny w walkach, w rejonie Lwowa i Przemyśla,
- słuchacz Szkoły Podchorążych Kawalerii w Starej Wsi od kwietnia do sierpnia 1919,
- kadet 19 klasy Szkoły Podchorążych Piechoty w Warszawie od września do października 1919,
- dowódca plutonu w 1 szwadronie i pełniący obowiązki dowódcy 4 szwadronu 14 pułku Ułanów Jazłowieckich od listopada 1919 do października 1920,
- adiutant dowódcy szwadronu zapasowego 14 pułku Ułanów Jazłowieckich we Lwowie,
- dowódca plutonu w 4 szwadronie i dowódca 1 szwadronu 14 pułku Ułanów Jazłowieckich,
- słuchacz Kursu Dowódców Szwadronów w Centrum Wyszkolenia Kawalerii w Grudziądzu od listopada 1925 do lipca 1926, który ukończył jako prymus.
- dowódca 1 szwadronu 14 pułku Ułanów Jazłowieckich we Lwowie,
- instruktor wyszkolenia bojowego w Szkole Podchorążych Rezerwy Kawalerii w Grudziądzu od września 1926 do kwietnia 1927,
- instruktor wyszkolenia bojowego w Oficerskiej Szkole Kawalerii od kwietnia 1927 do 1930,
- kierownik grupy na Kursie Dowódców Szwadronów w Centrum Wyszkolenia Kawalerii od 1930 do października 1931,
- dowódca 2 szwadronu w 3 pułku strzelców konnych w Wołkowysku od października 1931 do października 1933,
- słuchacz kursu przygotowawczego w Centrum Wyszkolenia Piechoty w Rembertowie od listopada 1932 do lutego 1933,
- słuchacz Wyższej Szkoły Wojennej w Warszawa (XIV promocja) od listopada 1933 do października 1935,
- szef sztabu 10 Brygady Kawalerii w Rzeszowie od listopada 1935 do marca 1937,
- organizator i szef sztabu 10 Brygady Kawalerii w Rzeszowie (pierwszej wielkiej jednostki motorowej, zorganizowanej na bazie rozformowanej 10 BK z zachowaniem jej dotychczasowej nazwy i podporządkowanej Dowództwu Broni Pancernych) od kwietnia 1937 do 21 września 1939
- zastępca komendanta Obozu WP w Coëtquidan, w departamencie Morbihan od września 1939,
- dowódca batalionu szkolnego 1 Dywizji Piechoty,
- zastępca szefa sztabu Obozu Wojsk Pancernych i Motorowych w m. Bollène, w departamencie Vaucluse (komenda obozu była zalążkiem dowództwa Lekkiej Dywizji Zmechanizowanej, na zorganizowanie której Francuzi wyrazili zgodę dopiero w maju 1940, w obliczu przegranej bitwy we Flandrii),
- szef sztabu 10 Brygady Kawalerii Pancernej (zgrupowanie bojowe wydzielone na żądanie strony francuskiej ze składu Lekkiej Dywizji Zmechanizowanej) w czerwcu 1940,
- szef sztabu 10 Brygady Kawalerii Pancernej od września 1940 do lutego 1942,
- dowódca 10 pułku strzelców konnych w składzie 10 BKPanc. od 23 lutego 1942 do 8 listopada 1943,
- zastępca dowódcy 10 Brygady Kawalerii Pancernej w składzie 1 Dywizji Pancernej od 9 listopada 1943 do 22 sierpnia 1944,
- dowódca 10 pułku strzelców konnych w dniach 22–24 sierpnia 1944, w ostatniej fazie bitwy pod Falaise,
- dowódca 3 Brygady Strzelców 1 DPanc. od 24 sierpnia 1944 do 18 stycznia 1945,
- dowódca 10 Brygady Kawalerii Pancernej od 19 stycznia 1945 do 16 lipca 1945,
- zastępca dowódcy 2 Warszawskiej Dywizji Pancernej we Włoszech od sierpnia 1945 do lipca 1947,
- oficer Grupy Organizacyjno–Przygotowawczej Akademii Sztabu Generalnego WP od sierpnia 1947,
- szef Katedry Broni Pancernych Akademii Sztabu Generalnego WP do kwietnia 1951,
- zastępca szefa Biura Studiów MON od stycznia 1957 do września 1957,
- szef Biura Studiów MON od września 1957 do sierpnia 1964

## Awanse generalskie
- generał brygady – 1958
- generał dywizji w stanie spoczynku – 1988

## Życie prywatne
Był dwukrotnie żonaty. 5 kwietnia 1932 w Warszawie ożenił się z Marią z Kołakowskich, z którą miał córkę Krystynę Zofię Magdalenę (1936–2018). Po raz drugi ożenił się z Anną Marią z Kamieńskich (1911-1990), antropologiem, profesorem AWF w Warszawie, wdową po poruczniku dyplomowanym kawalerii Marianie Mieczysławie Rozwadowskim, zamordowanym w Katyniu.

## Ordery i odznaczenia
Polskie
- Krzyż Złoty Orderu Wojennego Virtuti Militari[37][38][39]
- Krzyż Srebrny Orderu Wojskowego Virtuti Militari nr 2630 – 1921[40][39]
- Krzyż Komandorski z Gwiazdą Orderu Odrodzenia Polski[37][39]
- Krzyż Kawalerski Orderu Odrodzenia Polski
- Krzyż Walecznych trzykrotnie[39][41]
- Złoty Krzyż Zasługi czterokrotnie, w tym:
- Złoty Krzyż Zasługi po raz drugi – 10 listopada 1938 „za wyjątkowe zasługi w służbie wojskowej”[42][43]
- Złoty Krzyż Zasługi po raz pierwszy – 11 listopada 1937 „za zasługi w służbie wojskowej”[44][45]
- Medal Niepodległości – 13 września 1933 „za pracę w dziele odzyskania niepodległości”[46][47][39]
- Krzyż Czynu Bojowego Polskich Sił Zbrojnych na Zachodzie (1989)[48]
- Medal „Za udział w wojnie obronnej 1939” (1981)[49]
- Medal Dziesięciolecia Odzyskanej Niepodległości – 1928
- Medal Pamiątkowy za Wojnę 1918–1921 – 1928
- Medal 40-lecia Polski Ludowej – 1984[50]
- Brązowy Medal „Za zasługi dla obronności kraju” – 1967[51]
- Złoty Medal „Opiekun Miejsc Pamięci Narodowej” – 1982[52]
- Odznaka „Za Zasługi dla ZBoWiD”
- Odznaka Mistrza Mechanika-Kierowcy Czołgów i Dział Pancernych
- Odznaka za Rany i Kontuzje z jedną gwiazdką[53]
- Medal pamiątkowy Grudziądzkiego Towarzystwa Kulturalnego dla upamiętnienia I Zjazdu oficerów służby stałej kawalerii II RP (1989)[54].
- Medal pamiątkowy Wojskowego Instytutu Historycznego(1987)[55]

Brytyjskie
- Order Wybitnej Służby[37][56]
- Gwiazda za Wojnę 1939–1945
- Gwiazda Francji i Niemiec
- Medal Obrony

Francuskie
- Komandor Orderu Legii Honorowej[37]
- Kawaler Orderu Legii Honorowej[57]
- Krzyż Wojenny z palmą[58]
- Medal Zwycięstwa – 22 lipca 1925[59]

Inne
- Komandor belgijskiego Orderu Korony[37]
- holenderski Medal Brązowego Lwa[37][58]
- Medal jubileuszowy „Trzydziestolecia zwycięstwa w Wielkiej Wojnie Ojczyźnianej 1941–1945” (ZSRR, 1975)[60]
- Medal jubileuszowy „Czterdziestolecia zwycięstwa w Wielkiej Wojnie Ojczyźnianej 1941–1945” (ZSRR, 1985)[61]

## Wybrane prace
- Ułańska młodość 1917–1939, Warszawa 1989,
- Pierwsza pancerna, Warszawa 1959,
- O sztuce wojennej na północno-zachodnim teatrze działań wojennych 1944–1945, Warszawa 1977,
- Dowodzenie jednostkami polskimi na Zachodzie w skali operacyjnej: (wybrane przykłady), Warszawa 1973,
- Falaise, Warszawa 1971,
- Axel, Warszawa 1979,
- Bitwa o Kretę: maj 1941, Warszawa 1983,
- Wojska pancerne w II wojnie światowej, Warszawa 1982,
- Ardeny, Warszawa 1966,
- Dowodzenie wojskami koalicji na tle bitwy w Normandii, Warszawa 1963
- Zbiór ćwiczeń bojowych i kawaleryjskich, Warszawa 1935 (razem z mjr. dypl. Franciszkiem Stachowiczem)
- O polskim języku wojskowym. „Wojskowy Przegląd Historyczny”. 3 (54), s. 340–361, 1970. Warszawa: Wojskowy Instytut Historyczny.